# Jean Leon
Jean Leon (Santander, 1928-Los Ángeles, 1996), nacido como Ángel Ceferino Carrión Madrazo y registrado posteriormente  como Justo Ramón León, fue un empresario español afincado en Estados Unidos.

## Biografía
Su casa familiar se destruyó en el incendio de Santander de 1941, por lo que se trasladó a Barcelona. Su padre y un hermano mayor murieron en la Segunda Guerra Mundial al ser torpedeado su barco por error durante un viaje marítimo. En Barcelona trabajó algunos meses como planchista en la fábrica de camiones Pegaso. En 1947 se trasladó a Francia andando. En Francia fue camarero; en Le Havre se embarcó como polizón rumbo a Nueva York. Allí, sin saber inglés, fue recogeplatos en el Rockefeller Center. En 1950 se estableció en Hollywood. Se nacionalizó estadounidense y entró a trabajar en el restaurante de Frank Sinatra y Joe DiMaggio, el Villa Capri, donde conoció a muchas celebrities y adoptó su seudónimo, hay quien dice que como homenaje a su gran amigo James Dean, de cuyo nombre y apellido habría escogido la inicial y tres últimas letras para crear su ya célebre «Jean». Precisamente con James Dean fundaría el Restaurante La Scala, en Beverly Hills, en 1956. El local se puso de moda entre las estrellas hollywoodienses y tras la muerte de Dean, Leon se quedó como único anfitrión. El cáterin de La Scala sirvió la última cena, a domicilio, a Marilyn Monroe, antes de suicidarse. El escritor y fotógrafo Alexis de Vilar, que en 1973 era corresponsal de la revista Fotogramas en Hollywood y con quien Jean Leon jugaba a veces al tenis junto a Natalie Wood y Robert Wagner, le pidió trabajo por lo que durante unos meses hizo de lavaplatos en La Scala, hasta donde se dirigía en un Cadillac de su novia, la directora de Motion Pictures of America. Jean Leon residía por aquella época en la cercana Malibú.
Jean Leon, insatisfecho con el vino que servían en su restaurante, decidió elaborarlo él mismo. Después de un viaje a Francia y España, en 1963 compró 150 hectáreas en Torrelavit, Alto Panadés. Arrancó las cepas y las reemplazó por cabernet sauvignon, merlot y chardonnay, entonces desconocidas en la comarca. Delegó en el enólogo Jaume Rovira la elaboración de unos caldos que destacan por su fuerte personalidad. En 1973 salieron al mercado las primeras botellas Jean Leon, cosecha de 1969. Era el primer vino cabernet sauvignon elaborado en España. En 1976 obtuvo la denominación de origen. En 1981, Ronald Reagan eligió el vino Jean Leon para la fiesta de su investidura. Inicialmente, el vino estaba destinado al mercado americano, pero en 1983 pasó a comercializarse en España.
Fumador empedernido, Jean Leon enfermó de cáncer y vendió sus bodegas a Miguel A. Torres Riera, con la condición de que su enólogo, Jaume Rovira, continuase al frente. Leon se dedicó a viajar por el mundo a bordo de su bajel La Scala di mare, recalando en Tailandia, donde proyectaba abrir un restaurante de diseño frente al mar. La enfermedad le obligó a retornar a Los Ángeles, donde falleció, dejando inconcluso el proyecto tailandés.
El Ayuntamiento de Santander dio a una calle su nombre. El periodista Sebastián Moreno escribió su biografía Jean León. El rey de Beverly Hills. El cineasta Agustí Vila realizó el documental biográfico 3055. Jean Leon (2006), basado en su historia personal.
Dado que la mayor parte de la documentación sobre Jean Leon está escrita en inglés, su apellido no suele escribirse con tilde, si bien él mismo firmaba «Jean León», con tilde, como puede apreciarse en gran parte de las botellas de las bodegas Jean Leon, que llevan copia de su firma autógrafa.

## Calle de Jean Leon en Santander
Actualmente tiene una calle con su nombre en su ciudad natal.

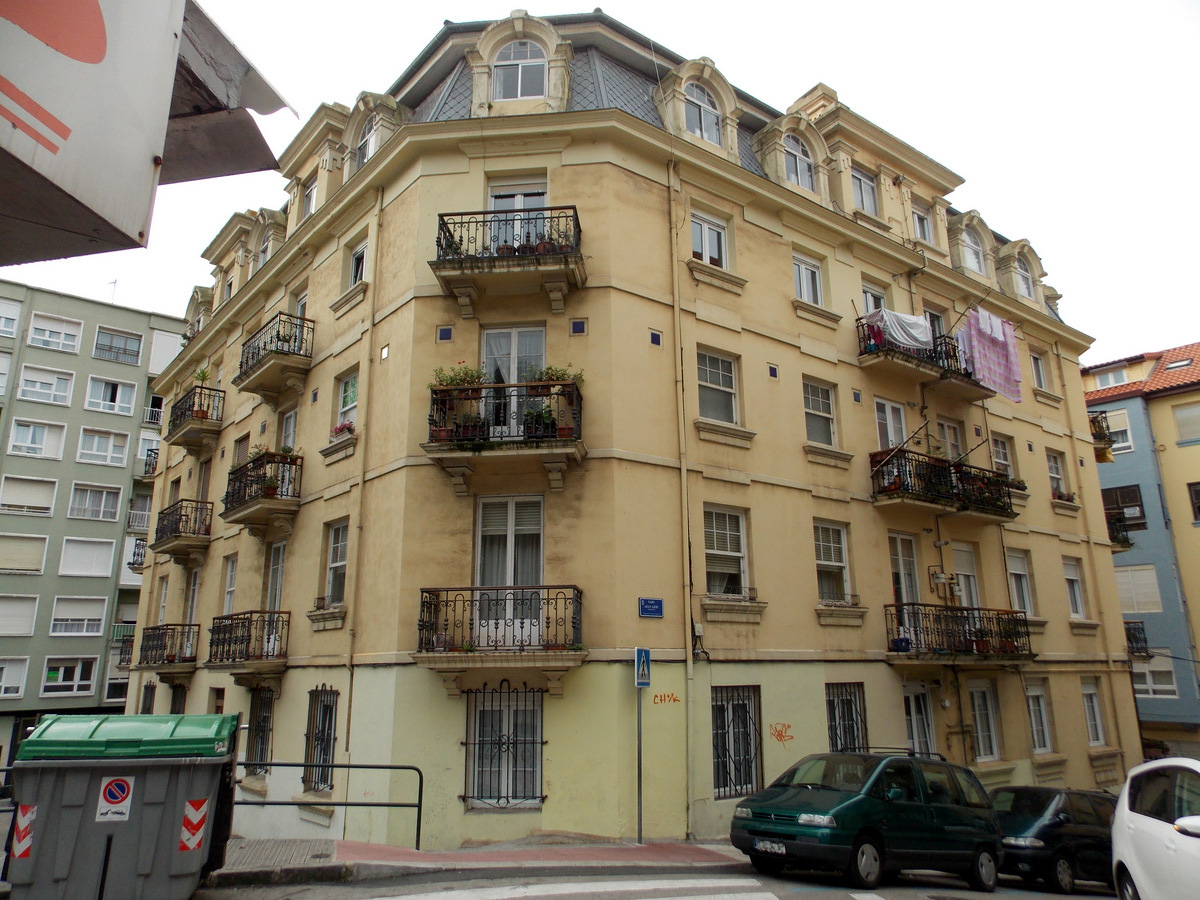
Calle de Jean Leon
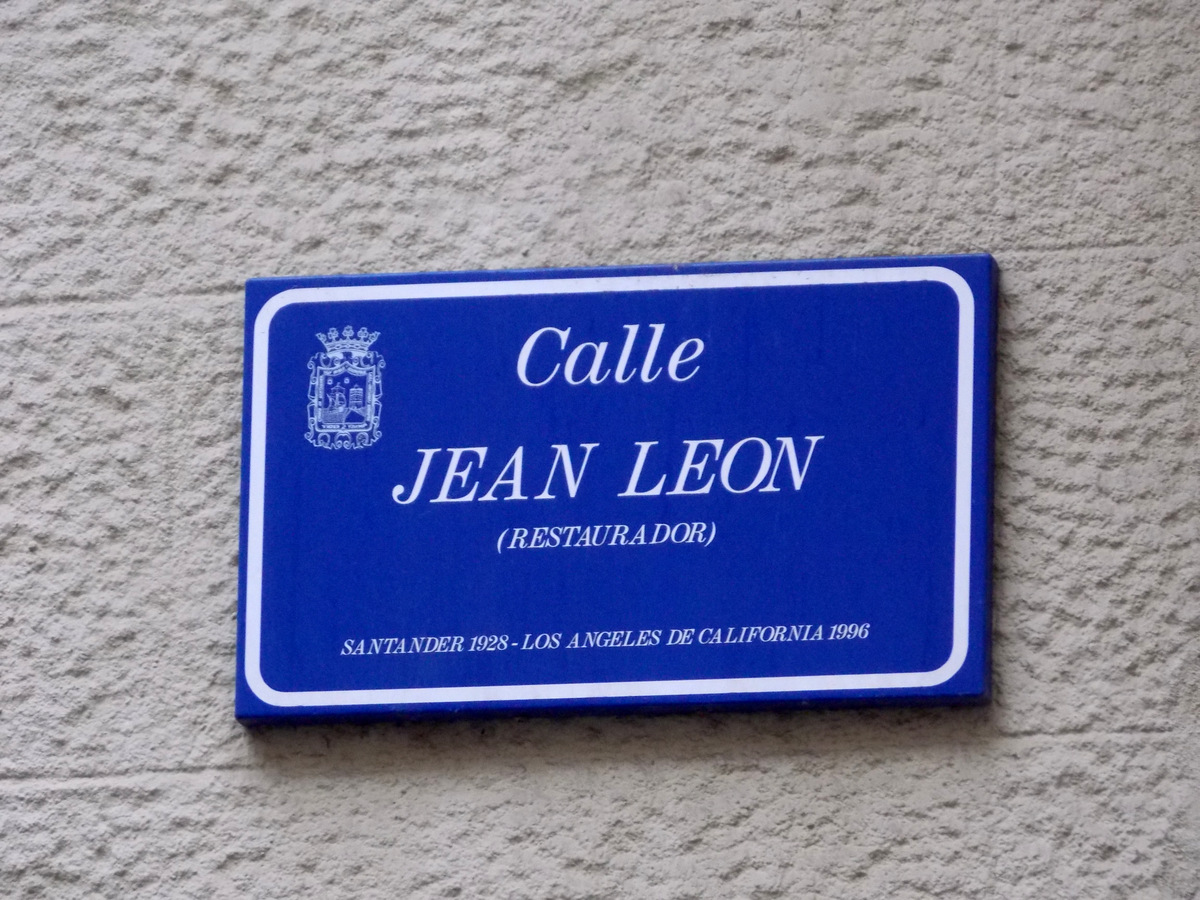
Detalle de la placa
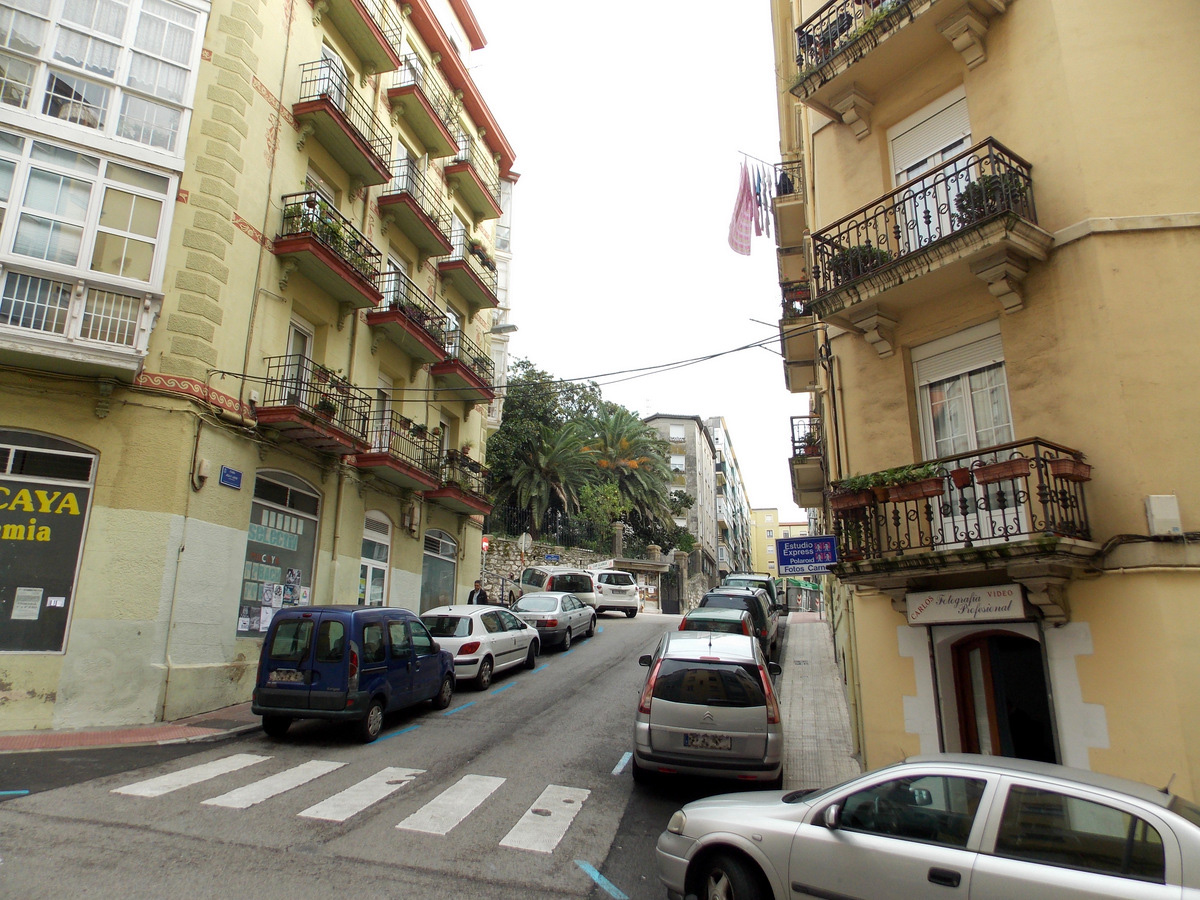
Calle de Jean Leon